# August Böhm (Politiker)
August Böhm (* 10. August 1891 in Gernsheim; † 10. März 1938 in Friedberg) war ein hessischer Politiker (DNVP) und ehemaliger Abgeordneter des Landtags des Volksstaates Hessen in der Weimarer Republik.

## Leben
August Böhm war der Sohn des Lehrers Johann Adam Böhm und seiner Frau Magdalena Böhm geborene Schnatz. August Böhm war katholisch und mit Maria Böhm, geborene Maleton verheiratet.
August Böhm studierte in Gießen und Heidelberg Rechtswissenschaften und schloss das Studium nach dem zweiten Staatsexamen ab. Er war Assessor in Mainz, Ober-Ingelheim, Alzey und Wörrstadt. 1925 wurde er Staatsanwalt in Mainz.

## Politik
August Böhm war Mitglied in der Deutschnationalen Volkspartei. 1924 wurde er für seine Partei in den hessischen Landtag gewählt, in dem er bis 1933 über 4 Wahlperioden hinweg vertreten war. Mit der Machtergreifung der Nationalsozialisten musste er aus der aktiven Politik ausscheiden.